# کنیا پلامر
قونیه پلامر (انگلیسی: Konya Plummer؛ زادهٔ ۲ اوت ۱۹۹۷) بازیکن فوتبال اهل جامائیکا است.
وی همچنین در تیم‌های ملی فوتبال Jamaica women's national football team under-15، Jamaica women's national football team under-17، Jamaica women's national football team under-20، و زنان جامائیکا بازی کرده‌است.